# Lom (Tábori járás)
Lom település Csehországban, a Tábori járásban. Lom Zhoř u Tábora, Libějice, Radimovice u Želče és Malšice településekkel határos. Lakosainak száma 175 fő (2024. január 1.).

## Népesség
A település lakosságának változását az alábbi diagram mutatja:
| Lakosok száma | 240  | 201  | 216  | 172  | 179  | 137  | 162  | 176  | 178  | 175  |
|               | 1869 | 1890 | 1921 | 1950 | 1980 | 2001 | 2017 | 2019 | 2022 | 2024 |